# Villapinzón
Villapinzón, es un municipio colombiano de Cundinamarca, ubicado en la provincia de Almeidas, a 80 km al nororiente de Bogotá. Su temperatura promedio es de 9 a 12°C.
En Villapinzón se encuentra el nacimiento del río Bogotá en el Páramo de Guacheneque, afluente del Magdalena.

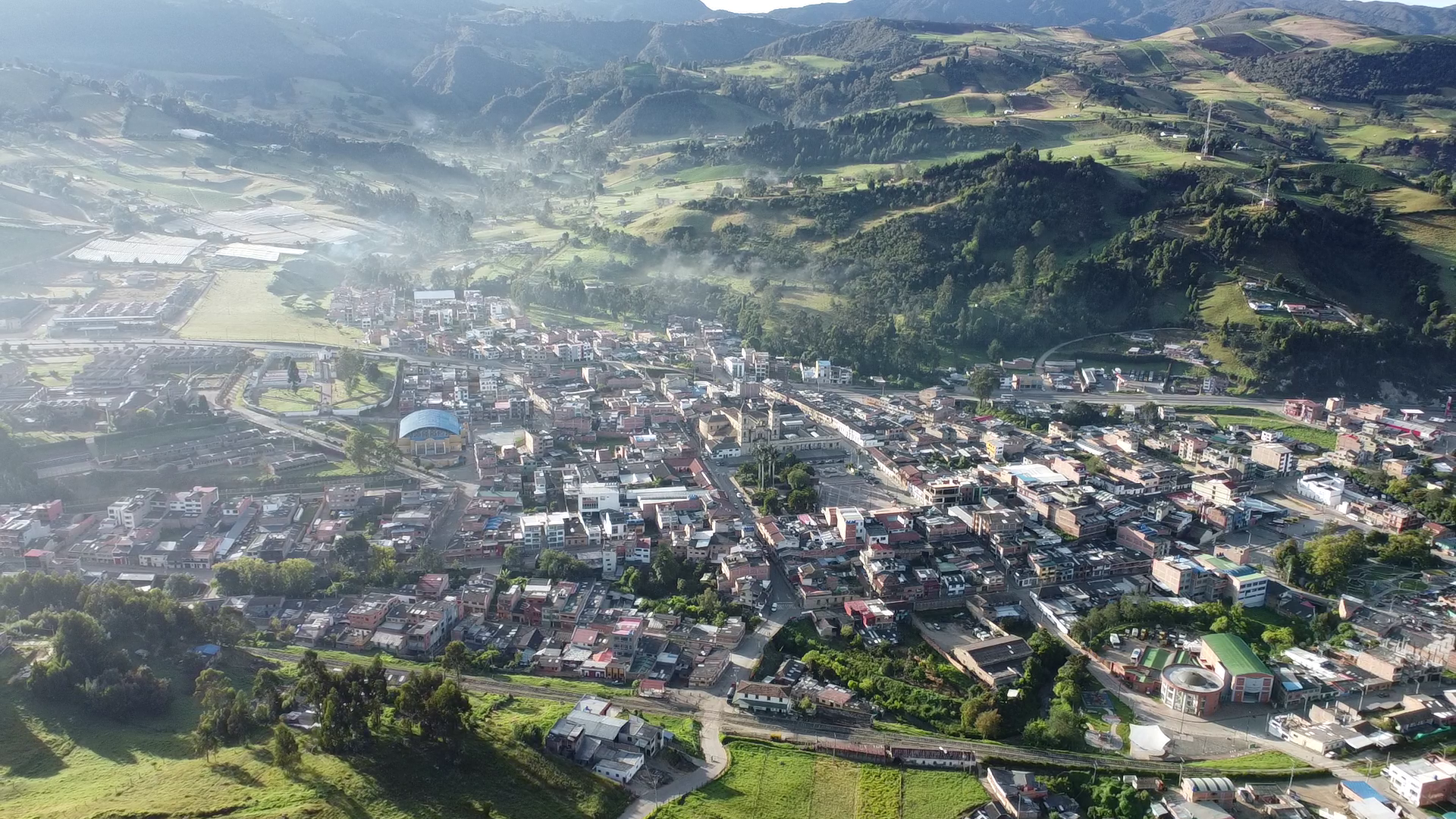
Fotografía tomada mediante dron DJI MINI SE. Gabriel Fernandez - proyecto todo sobre Villapinzón

## Símbolos Municipales
Bandera del Municipio de Villapinzón
El "Acuerdo No. 031 de 1981" establece las características de la bandera del municipio. El emblema consistirá en un rectángulo de color verde esmeralda, que representa la agricultura y las perspectivas prósperas de la región. Este rectángulo estará cruzado diagonalmente de izquierda a derecha por una franja dorada de veinte centímetros de ancho, simbolizando la prosperidad y el prestigio de Cundinamarca.
Escudo del Municipio de Villapinzón
El "Artículo Segundo" del "Acuerdo No. 031 de 1981" establece las características del escudo del Municipio de Villapinzón. El símbolo estará contenido dentro de un círculo rojo, representando las energías y fuerzas físicas y espirituales. En su interior, se incluirá la inscripción "MUNICIPIO DE VILLAPINZÓN". El escudo estará dividido en tres secciones: una piel curtida que alberga una pica y un uso, símbolos de la industria regional; una cornucopia adornada con flores y frutas, simbolizando la abundancia y riqueza del suelo; y 17 estrellas para representar las veredas del municipio. Una cinta azul celeste con la leyenda "DIOS, PATRIA Y HONOR" coronará el escudo.
Símbolos ambientales
EL VENADO: Durante siglos, este majestuoso animal habitó en paz las laderas de los Andes, pastando tranquilamente y refrescándose en las cristalinas corrientes del río Bogotá. Estaba completamente en sintonía con las imponentes cimas de las altas montañas que rodean la Laguna del Valle, siendo su territorio natural las montañas de Villapinzón. Por esta razón, este animal se convierte en el símbolo más representativo de nuestros paisajes, y nos recuerda nuestra indiferencia hacia la naturaleza, una indiferencia que solo se disipará cuando vuelva a poblar sus montañas después de muchos años. Entonces, será amado y se sentirá en casa desde el momento de su regreso.
EL FRAILEJÓN: La belleza y la delicadeza de una flor que ilumina el páramo con su color y presencia, comparándola con el resplandor del oro en la mañana y en la tarde. La descripción destaca la suavidad y el detalle de sus pétalos en relieve, así como su vitalidad y gracia, equiparándola con la majestuosidad del venado. La flor se presenta como un símbolo de la naturaleza y la belleza que habita en los valles del pueblo.
EL COLIBRI: A un indiecito niño lo embrujó el colibrí y lo volvió poeta. El niño le hizo versos callados mientras escuchaba los rumores de sus alas y los del agua en la quebrada. Lo siguió por entre los alisos hasta perderlo con su mirada. Otro día el colibrí le mostró su nido que colgaba de un chusque verde cercano de las aguas. La quebrada se pobló de quinchas y de niños que jugaron como amigos. Desde entonces existe La Quebrada de La Quincha. Miles de estas pequeñas aves, han poblado desde época milenaria, los bosques nativos que rodean a Villapinzón, alimentándose con el néctar de las flores del páramo: Pegamoscos, angelitos, siete cueros.
EL CHUSQUE. Durante la época precolombina, cuando los ladrillos y el cemento no estaban disponibles para la construcción de viviendas, la guadua, el bambú y el chusque eran los materiales esenciales utilizados. Nuestros antepasados residían en casas construidas con chusque, que servía como base para los techos y las paredes. Además de su función en la construcción, el chusque tenía valor comercial y se vendía en unidades conocidas como "tiros".
Sin embargo, el chusque también desempeña un papel crucial en los páramos, siendo una planta acuífera que contribuye a la formación de corrientes de agua y proporciona soporte a los musgos, otras plantas acuíferas clave. En los páramos de Villapinzón, especialmente en el nacimiento del río Bogotá, se encuentran extensas áreas cubiertas de chuscales que han embellecido la naturaleza durante siglos y han sido una fuente de alimento para numerosas especies herbívoras, como el oso de anteojos.

## Historia
En la época precolombina no se constata ningún asentamiento de población en el territorio del actual municipio de Villapinzón, aunque su territorio hacía parte de la Confederación Muisca. 
Villapinzón fue fundado por Francisco de Vargas Figueroa en 1776, con el nombre de Hatoviejo, a orillas de la quebrada La Quincha. Originalmente Hatoviejo pertenecía a la provincia de Tunja según la constitución de Tunja de 1811. En 1850 se agregó al cantón de Chocontá.

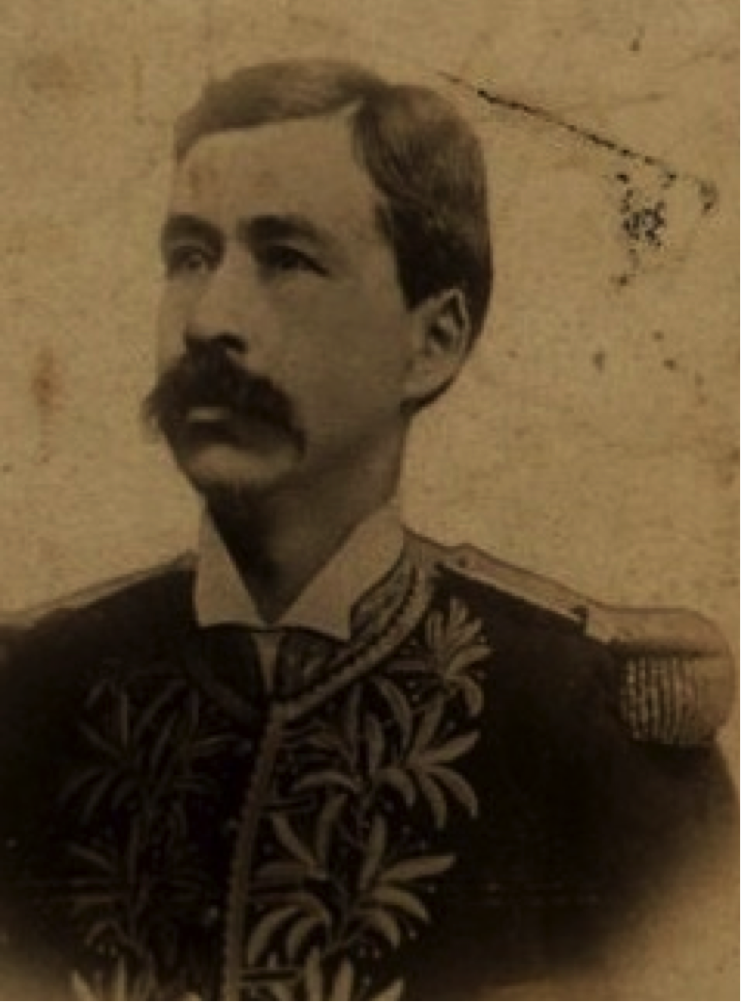
General Próspero Pinzón. Personaje ilustre del municipio de Villapinzón

Fundado en territorio Muisca, quienes residieron en esta área y estuvieron bajo el dominio del cacique de Turmequé, quien a su vez estaba subordinado al cacique de Tunja. Según el registro de defunción en los archivos de la parroquia, Francisco de Vargas Figueroa fue el fundador de la zona. 
El documento comienza con una cita que data del 1 de octubre de 1764, en el sitio de Hatoviejo, parte del pueblo de Turmequé, donde Juan José de Vargas Figueroa, alcalde de Turmequé, presencia ciertos actos judiciales y materiales importantes. A pesar de que nueve años antes se había recomendado elevar Hatoviejo al estatus de parroquia, respaldado por el Virrey, esta medida no se llevó a cabo. 
Según el historiador Roberto Velandia, en ese mismo año de 1764, el hijo del alcalde de Turmequé, Francisco de Vargas Figueroa, quien más tarde sería reconocido como el fundador de Hatoviejo, ordenó la construcción de una capilla en las orillas de la quebrada "La Quincha", en el sitio "La Quinta", en el camino hacia Tunja. Alrededor de esta capilla, bajo su auspicio, comenzó a surgir un pequeño pueblo, ubicado a cuatro cuadras al sur de la iglesia parroquial actual.
En el siglo XX, en Villapinzón, se sostenía la afirmación de que Hatoviejo fue establecido como parroquia por el Tribunal Eclesiástico el 1 de diciembre de 1773. Sin embargo, no se ha encontrado ningún documento que respalde esta afirmación. Ramón C. Correa indica que no hay registros en el Archivo Histórico de Tunja que confirmen la declaración formal de Hatoviejo como parroquia. Pablo Sánchez, por su parte, realizó una búsqueda sin éxito durante la década de 1930 para encontrar evidencia de la fecha de fundación de su pueblo natal. Incluso se comunicó con la Curia Primada en Bogotá para solicitar copias de los documentos relacionados con la erección de la parroquia de Hatoviejo, pero el archivero de la Curia no encontró ningún registro sobre la creación de la parroquia en los archivos antiguos. Además, la revisión del archivo parroquial de Ramiriquí tampoco arrojó resultados. En consecuencia, no hay pruebas concretas de que Hatoviejo fuera erigido como parroquia en 1773, o es posible que la documentación correspondiente haya desaparecido. La primera hipótesis parece ser la más plausible, ya que Correa cita otro documento del Archivo Histórico de Tunja que menciona a Hatoviejo como un "sitio" en marzo de 1774.
En 1903, gracias a una solicitud presentada por el diputado Pedro Antonio Sánchez O, nativo de Hatoviejo y general del ejército nacional, la Asamblea de Cundinamarca aprobó cambiar el nombre del municipio. A través de la Ordenanza 10 de 1903, el pueblo adoptó el nombre de "Pinzón" en honor al general  Próspero Pinzón, destacado hijo de la ciudad y héroe de la Batalla de Palonegro, donde ocupó el cargo de Jefe del Estado Mayor General y lideró la Comandancia. Posteriormente, mediante la Ordenanza 18 de 1904, se agregó la palabra "Villa" al nombre legal, quedando finalmente como "Villapinzón". Esto refleja el reconocimiento y homenaje al general Próspero Pinzón y su destacada contribución a la historia de Colombia.
En cuanto a la iglesia, se registra que en 1904, el arzobispo primado de Bogotá, monseñor Bernardo Herrera Restrepo, cambió el nombre de la parroquia de "Hatoviejo" por el de "Villapinzón". Esta modificación se realizó para que las denominaciones eclesiásticas estuvieran en consonancia con las civiles y reflejaran la nueva identidad del municipio. Estos cambios en el nombre tanto del municipio como de la parroquia evidencian el reconocimiento y el orgullo que la comunidad de Villapinzón siente por su destacado hijo, el general Próspero Pinzón, y su sobresaliente participación en la Batalla de Palonegro.

## Geografía

### Límites Municipales
| Noroeste: Lenguazaque | Norte: Ventaquemada ( Boyacá) | Nordeste: Turmequé ( Boyacá)                             |
| Oeste: Lenguazaque    |                               | Este: Úmbita ( Boyacá) (Reserva Forestal del Río Bogotá) |
| Suroeste: Chocontá    | Sur: Chocontá                 | Sureste: La Capilla ( Boyacá)                            |

### División administrativa
Aparte de su Cabecera municipal, tiene bajo su jurisdicción el centro poblado: Soatama.
En total hay 17 veredas: Tibita, Nemoconcito, Sonsa, Chigualá, Guangüita, El Salitre, La Joya, Chinquira, Bosavita, Chásquez, La Merced, Reatova, San Pablo, San Pedro, Casablanca y Quincha.

## Economía
El municipio de Villapinzón, situado en la zona Cundiboyacense, posee tierras productivas que sustentan una diversidad de economías, incluyendo sectores agrícolas, industriales y medioambientales, los cuales contribuyen significativamente al desarrollo social y económico del territorio.
En el sector primario, las actividades agrícolas son prominentes, destacando el cultivo de papa y una variedad de otros productos del campo. La ganadería también tiene presencia, con la cría de diversos tipos de ganado, y la minería complementa la economía con la extracción de carbón en algunas veredas. Estas actividades se respaldan con la presencia de establecimientos comerciales que proveen insumos agrícolas, productos veterinarios y artículos de primera necesidad para la comunidad local.
El segundo sector económico está representado por la industria de las curtiembres, las cuales procesan el cuero y generan empleo para las familias locales. Asimismo, se encuentran talleres de cuero y artesanos dedicados a la transformación de la lana para la producción de prendas de vestir y la elaboración de productos lácteos como yogur y queso.
En el sector terciario o de servicios, destacan comercios como tiendas, supermercados, ferreterías, panaderías y restaurantes, así como talleres mecánicos. Además, se ofrecen servicios relacionados con el turismo y la hospitalidad, como hoteles, restaurantes y agencias de viajes.
Además de estas actividades económicas, Villapinzón cuenta con servicios básicos como salud, educación, servicios financieros y gubernamentales, incluyendo un puesto de salud, colegios, bancos, cooperativas de crédito, alcaldía y policía, que contribuyen al bienestar y la infraestructura de la comunidad.

## Movilidad
El municipio de Villapinzón se conecta desde Bogotá por la Autopista Norte y una vez en Chía se llega por la Ruta Nacional 55 junto con el Ferrocarril del Norte hasta su casco urbano y luego en Boyacá por Ventaquemada. Hay conexiones por vías secundarias a los municipios de Lenguazaque y Guachetá al oeste, Turmequé al noreste y Úmbita al este pasando por la Reserva Forestal del Río Bogotá.

## Turismo

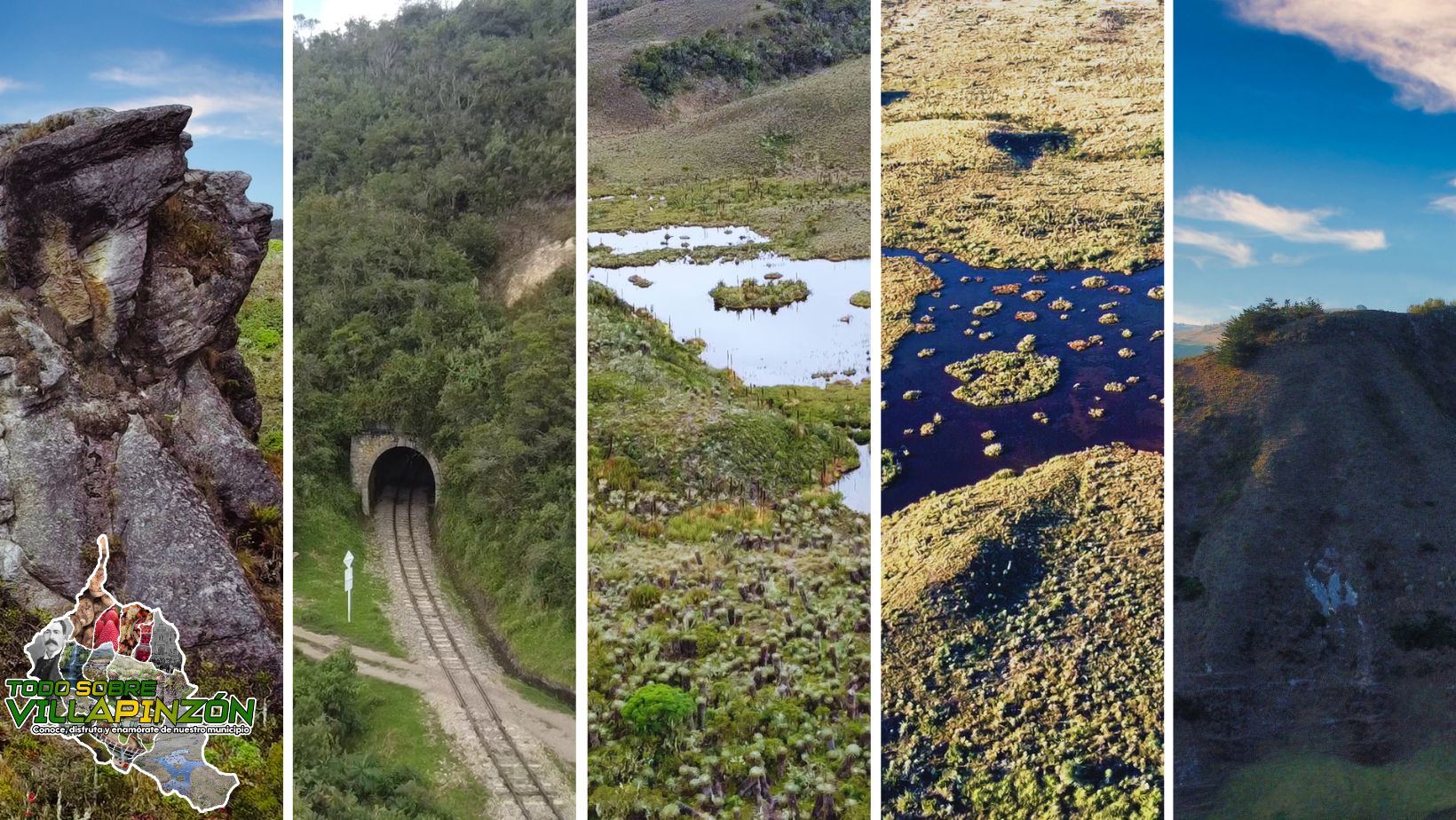
Collage de fotos sitios bonitos de Villapinzón

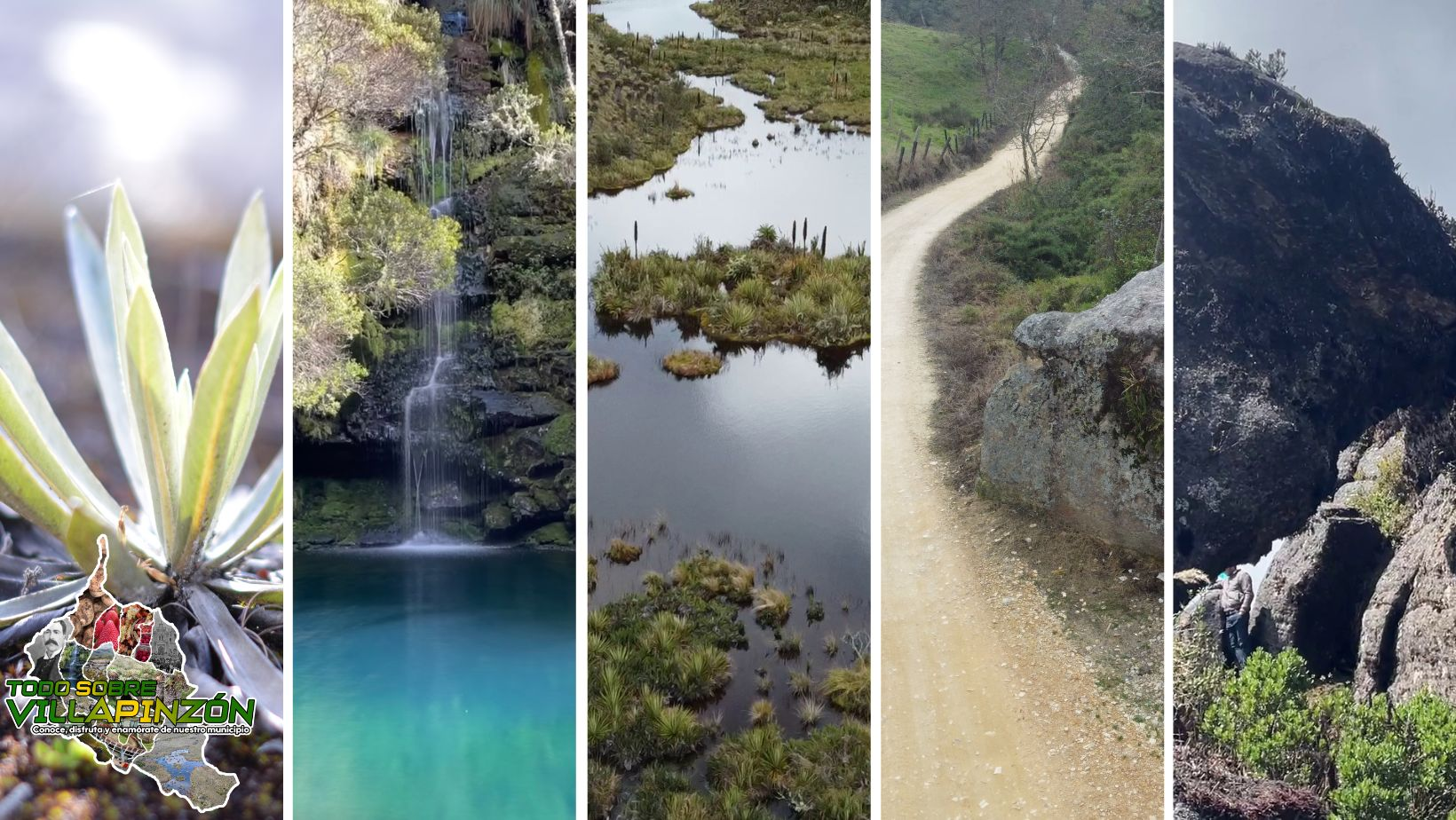
Collage de fotos sitios bonitos de Villapinzón desde DJI MINI 2.1

- Collage de fotos sitios bonitos de VillapinzónCollage de fotos sitios bonitos de Villapinzón desde DJI MINI 2.1Villapinzón es un paraíso donde hay muchos afluentes hídricos, según Todo sobre Villapinzón gracias a las investigaciones realizadas por Gabriel Fernandez Monroy, actualmente se encuentran los siguientes sitios turísticos: 
  1. Pozo de la nutria 
  2. Laguna del Valle 
  3. Laguna Mapa de Colombia [5]
  4. Piedra del diablo 
  5. Altamira Collage de fotos sitios bonitos de Villapinzón desde Dron DJI MINI 2

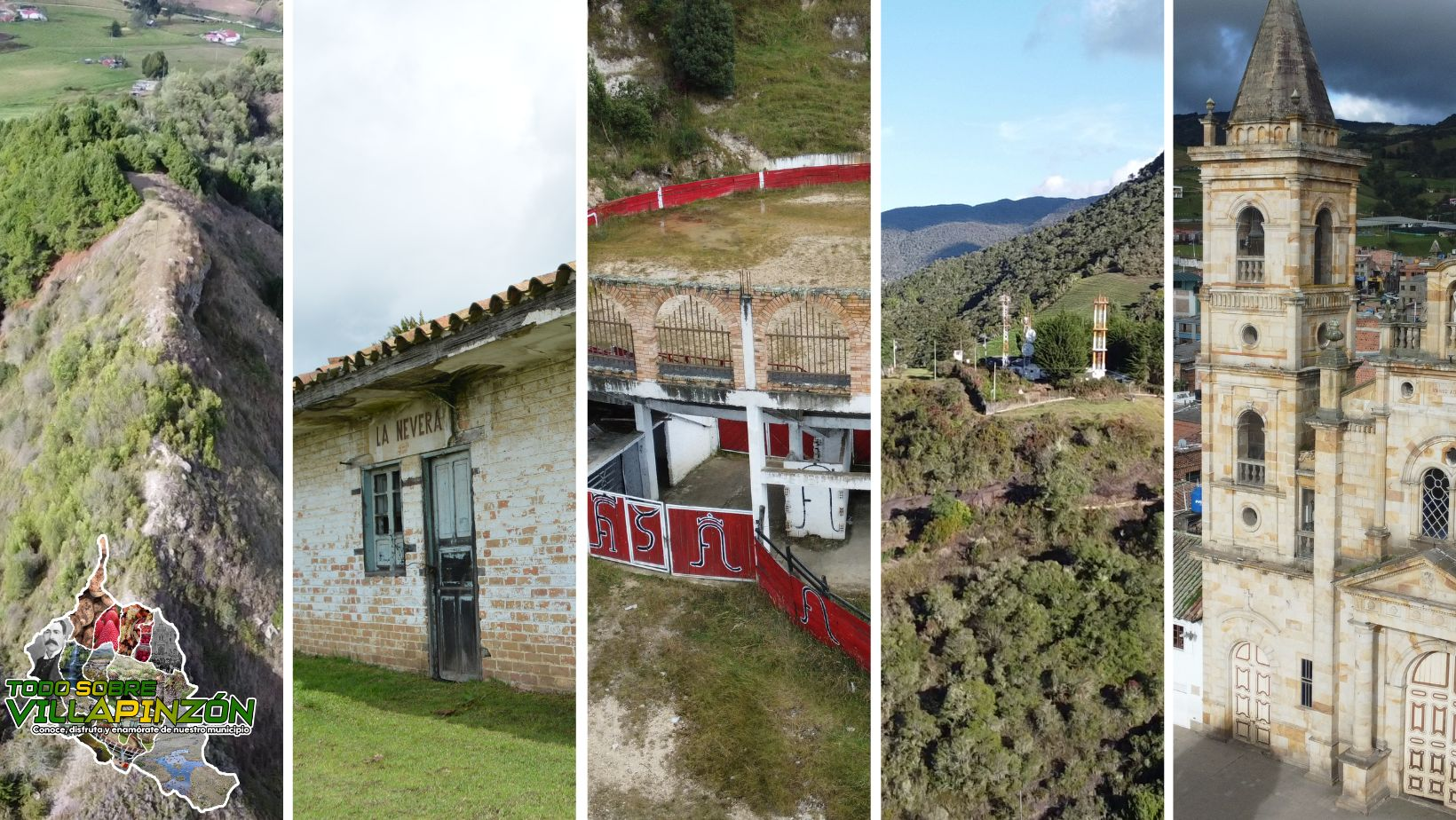
Collage de fotos sitios bonitos de Villapinzón desde Dron DJI MINI 2

  6. Estación del Ferrocarril 
  7. Estación del tren la nevera 
  8. Túnel del tren 
  9. Piedra del indio piel roja
  10. Piedra de la virgen
  11. Piedra Ventana 
  12. Alto de la Calavera
  13. Plaza de Toros
  14. Caverna de las iglesias
  15. Laguna del alcaparro
  16. Mirador la princesa muisca
  17. Peña Sanabria
  18. Casona de la Alcaldía (Atractivo Arquitectónico)
  19. Iglesia San Juan Bautista (Atractivo Arquitectónico)
  20. Mano de Dios
  21. Mirador las antenas

## Villapinzonenses ilustres
General Próspero Pinzón
Maestro. Luis Antonio Escobar
General Román Segura.
Antonio García Nossa.
General Pedro
Juan Jose Casallas ( Artista destacado)